# Bohuslavice, Prostějov
Bohuslavice là một làng thuộc huyện Prostějov, vùng Olomoucký, Cộng hòa Séc.